# Videojuego de acción y aventura
Un videojuego de acción y aventura (o también llamado como videojuego de acción-aventura) es un videojuego que combina elementos del género aventura con elementos del género acción. El primer videojuego considerado de este género es Adventure de 1979, para la consola Atari 2600.
Acción y aventura es un género híbrido cuya definición es muy amplia, logrando que sea uno de los géneros de videojuegos más abarcativos. Con la caída de la popularidad del género aventura, el uso de este término ha pasado a ser más común.
Hay una diferencia entre géneros temáticos y géneros de jugabilidad, en este caso ambos tienen significados muy distintos. "Aventura" (adventure) es una referencia al antiguo videojuego de computadora homónimo, y no posee ningún significado temático o narrativo, ni conexión alguna con las películas de aventuras. Del mismo modo, a pesar de que los videojuegos de acción poseen una temática violenta, al igual que las películas de acción, esto no es un requisito.

## Definición
Es un género de videojuegos que combina elementos del género aventura con elementos del género acción, especialmente elementos importantes como los puzles. El género existe en gran medida para distinguir este tipo de videojuegos de los videojuegos de aventura o de los videojuegos de rol.
Existen desacuerdos en la comunidad y en los medios sobre qué es lo que en realidad constituye un videojuego de acción y aventura. Una definición del término podría ser "un videojuego que posee una cantidad suficiente de acción para no ser catalogado como un videojuego de aventura, pero no la suficiente como para ser llamando un videojuego de acción".[cita requerida] Algunos[¿quién?] ven los videojuegos de acción como un género puro, y a los videojuegos de acción y aventura como videojuegos de acción que incluyen solución de problemas situacionales. Generalmente el término acción y aventura no es usado cuando un subgénero más específico se aplica mejor al caso, como por ejemplo videojuego de rol de acción.

## Jugabilidad
Los videojuegos de acción y aventura mantienen un ritmo más veloz que los videojuegos de aventura, e incluyen retos tanto físicos como conceptuales. A pesar de que se necesitan acciones que activen los reflejos (a menudo relacionadas con el combate o el evitar de este), la jugabilidad respeta algunos conceptos del género aventura (recolección de objetos, exploración del entorno e interacción con el mismo, solución de acertijos). Si bien los controles son al estilo arcade (movimiento del personaje, pocos comandos de acción) hay un objetivo final más allá del alto puntaje. Este tipo de videojuegos a veces son muy similares con los videojuegos de rol.
Son distintos de las aventuras gráficas, las cuales a veces tienen personajes centrales con un movimiento libre, pero además poseen mayor variedad de comandos y menor o nula cantidad de elementos de los videojuegos árcade y también son distintos de las aventuras conversacionales, caracterizadas por tener una gran cantidad de comandos introducidos por el usuario mediante un complejo analizador de textos y no tener un personaje con movimiento libre. Si bien todos estos géneros comparten dinámicas generales de la jugabilidad, los videojuegos de acción y aventura varían mucho en el diseño de sus vistas, que incluyen vista aérea, desplazamiento lateral, primera persona, tercera persona, por encima del hombro y vista 3/4. Un ejemplo reciente de este tipo de experiencias es Echoes of the End, un videojuego de acción y aventura para PlayStation 5, que combina exploración, combates, resolución de acertijos y un fuerte componente narrativo.

## Subgéneros
Los videojuegos de acción y aventura son difíciles de definir, sin embargo, se pueden diferenciar varios subgéneros. Algunos de los subgéneros más populares son:
- Survival horror, como las series Project Zero, Resident Evil, Silent Hill, entre otras. Estos hacen énfasis en la administración de recursos en el contexto de un juego de terror.[7]
- Videojuegos de plataforma de aventura, como Metroid y Castlevania: Symphony of the Night, que priorizan tanto la exploración como la solución de acertijos, pero también presentan características tradicionales de los videojuegos de plataforma. A estos videojuegos también se los conoce como videojuegos "Metroidvania".
- Videojuegos de rol de acción, como las series Kingdom Hearts y Baldur's Gate: Dark Alliance y los videojuegos Secret of Mana y Landstalker.
- Videojuegos de plataformas isométricos, a menudo asociados con el ZX Spectrum, como Knight Lore y Head Over Heels. Estos videojuegos presentan entornos completamente explorables con una jugabilidad en 3 dimensiones, y gráficos bidimensionales usando una perspectiva isométrica.
- Videojuegos de acción y aventura en primera persona, como Metroid Prime y Mirror's Edge, que combinan disparos en primera persona con elementos de los videojuegos de aventura. Suelen tener menos acción que un videojuego de disparos y una trama compleja.